# Ясени (Сумський район)
Ясени́ —  село в Україні, у Садівській сільській громаді Сумського району Сумської області. Населення становить 375 осіб. До 2020 орган місцевого самоврядування — Садівська сільська рада.

## Населення

### Мова
Розподіл населення за рідною мовою за даними перепису 2001 року:
| Мова            | Кількість | Відсоток |
| --------------- | --------- | -------- |
| українська      | 360       | 96.00%   |
| російська       | 10        | 2.67%    |
| інші/не вказали | 5         | 1.33%    |
| Усього          | 375       | 100%     |

## Географія
Село Ясени знаходиться між річками Сухоносівка і Стрілка (1 км). На відстані до 1 км розташовані села Журавлине і Єлисеєнкове. Поруч проходить автомобільна дорога Н07.

## Історія
12 червня 2020 року, відповідно до Розпорядження Кабінету Міністрів України № 723-р «Про визначення адміністративних центрів та затвердження територій територіальних громад Сумської області» увійшло до складу Садівської сільської громади.
19 липня 2020 року, в результаті адміністративно-територіальної реформи та ліквідації Сумського району(1923—2020), село увійшло до складу новоутвореного Сумського району.